# 川島基
川島 基（かわしま もとい）は、日本のクラシック音楽のピアニストで、東京音楽大学の教員である。

## 経歴
岡山生まれ。10歳より本格的にピアノと作曲を始める。東京音楽大学ピアノ演奏家コース、同大学院に学び、 ローム・ミュージックファンデーション奨学生として、 ドイツフランツ・リスト・ヴァイマル音楽大学大学院、 更に文化庁派遣研修生としてベルリン芸術大学にて学んだ。数々の国内・国際ピアノコンクールで優勝・入賞を繰り返した後、第10回シューベルト国際ピアノコンクールで優勝したことが契機となり、ミュンヘン・ガスタイクで日本人としては初めて「Winners & Masters」シリーズで ミュンヘン・デビューリサイタルを開く。ベルン、ダルムシュタット、ハノーヴァーの各ショパン協会主催のリサイタルに出演、ドイツ・ドルトムントのBuergersaalでは“ピアニスト・イン・レジデンス”に任命され“Der Pianist mit den goldenen Haenden” （黄金の手を持つピアニスト） Westdeutsche Allgemeine Zeitung（西ドイツ新聞） と評される。
ベルリン交響楽団（Berliner Symphoniker）、ベルリン・ホーエンフェルス交響楽団、 ドルトムント管弦楽団、イエナフィルハーモニー管弦楽団、ホフ交響楽団、グロッセート交響楽団, ルーマニア国立バカウ交響楽団、東京シティ・フィルハーモニック管弦楽団、 東京音楽大学オーケストラ、カレッジオペラハウス管弦楽団、 岡山フィルハーモニック管弦楽団などと共演。 2010年11月には秋山和慶指揮・広島交響楽団との共演のほか、2011年4月にはマーティン・スタンツェライト指揮によるカンマーフィルハーモニーHiroshimaとの共演でドイツ国内ツアーを行なった。岡山芸術文化賞グランプリ、マルセン文化賞受賞。

## ディスコグラフィー
- 2006年 デビューアルバム
- 2008年 「さすらい人幻想曲」
- 2011年 「THE FIREBIRD」

## 受賞歴
- 吹田音楽コンクール優勝
- 日本音楽コンクール第3位
- スクリアビン国際ピアノコンクール優勝
- チッタ・ディ・マルサラ国際ピアノコンクール第2位
- アリシア・デ・ラローチャ国際コンクール第2位
- アルトゥール・シュナーベル国際ピアノコンクール第2位
- サン・マリノ国際ピアノコンクール第3位
- ペカー国際ピアノコンクール第2位
- シューベルト国際ピアノコンクール優勝
- 岡山芸術文化賞グランプリ
- マルセン文化賞